# Ассоциация кинокритиков Вашингтона
Ассоциация кинокритиков Вашингтона (англ. The Washington D.C. Area Film Critics Association (WAFCA)) — некоммерческая организация, состоящая из более чем 65 кинокритиков, чьим профессиональным интересом является анализ текущего кинопроцесса и написание рецензий. Базируется в Вашингтоне, США. Была основана в 2002 году. Ежегодно ассоциацией вручаются награды за выдающиеся достижения в области кинематографа путём проведения голосования.

## Категории
- Лучший актёр
- Лучшая актриса
- Лучший адаптированный сценарий
- Лучший анимационный фильм
- Лучшая художественная постановка
- Лучший прорыв года
- Лучшая операторская работа
- Лучший режиссёр
- Лучший документальный фильм
- Лучший монтаж
- Лучший актёрский состав
- Лучший фильм
- Лучший фильм на иностранном языке
- Лучшая производительность захвата движений
- Лучший оригинальный сценарий
- Лучшая работа художника-постановщика
- Лучшая музыка
- Лучший актёр второго плана
- Лучшая актриса второго плана
- Лучшее вокальное исполнение
- Лучшая молодёжная роль

## Рекорды и достижения

### Фильмы, отмеченные наибольшим количеством наград
- 7 наград
  - «Ла-Ла Ленд» (2016) — Лучший фильм, Лучший режиссёр, Лучший оригинальный сценарий, Лучшая операторская работа, Лучший монтаж, Лучшая работа художника-постановщика, Лучшая музыка[2]
- 6 наград
  - «12 лет рабства» (2013) — Лучший фильм, Лучший актёр, Лучшая актриса второго плана, Лучший адаптированный сценарий, Лучший актёрский состав, Лучшая музыка[3]
  - «Земля кочевников» (2020) — Лучший фильм, Лучший режиссёр, Лучшая актриса, Лучший адаптированный сценарий, Лучшая операторская работа, Лучший монтаж
  - «Оппенгеймер» (2023) — Лучший режиссёр, Лучший актёр, Лучшая операторская работа, Лучший монтаж, Лучшая музыка, Лучший актёрский состав
- 5 наград
  - «Бёрдмэн» (2014) — Лучший актёр, Лучший оригинальный сценарий, Лучший актёрский состав, Лучшая операторская работа, Лучший монтаж[4]
- 4 награды
  - «Отрочество» (2014) — Лучший фильм, Лучший режиссёр, Лучшая актриса второго плана, Лучшая молодёжная роль[4]
  - «Вечное сияние чистого разума» (2004) — Лучший фильм, Лучший режиссёр, Лучший оригинальный сценарий, Лучший актёрский состав[5]
  - «Начало» (2010) — Лучший оригинальный сценарий, Лучшая работа художника-постановщика, Лучшая операторская работа, Лучшая музыка[6]
  - «Старикам тут не место» (2007) — Лучший фильм, Лучший режиссёр, Лучший актёр второго плана, Лучший актёрский состав[7]
  - «Рома» (2018) — Лучший фильм, Лучший режиссёр, Лучшая операторская работа, Лучший фильм на иностранном языке[8]
  - «Миллионер из трущоб» (2008) — Лучший фильм, Лучший режиссёр, Лучший адаптированный сценарий, Лучший прорыв года[9]
- 3 награды
  - «Паразиты» (2019) — Лучший фильм, Лучший режиссёр, Лучший фильм на иностранном языке
  - «Социальная сеть» (2010) — Лучший фильм, Лучший режиссёр, Лучший адаптированный сценарий[6]
  - «Мне бы в небо» (2009) — Лучший фильм, Лучший актёр, Лучший адаптированный сценарий[10][11]
  - «Цель номер один» (2012) — Лучший фильм, Лучший режиссёр, Лучшая актриса[12]
- 2 награды
  - «21 грамм» (2003) — Лучшая актриса, Лучший актёр второго плана[13]
  - «Артист» (2011) — Лучший фильм, Лучшая музыка[14]
  - «Капоте» (2005) — Лучший актёр, Лучший адаптированный сценарий[15]
  - «Столкновение» (2005) — Лучший оригинальный сценарий, Лучший актёрский состав[15]
  - «Сомнение» (2008) — Лучшая актриса, Лучший актёрский состав[9]
  - «Девушки мечты» (2006) — Лучшая актриса второго плана, Лучший прорыв года[16]
  - «Боец» (2010) — Лучший актёр второго плана, Лучшая актриса второго плана[6]
  - «Повелитель бури» (2009) — Лучший режиссёр, Лучший актёрский состав[10]
  - «Хранитель времени» (2011) — Лучший режиссёр, Лучшая работа художника-постановщика[14]
  - «Бесславные ублюдки» (2009) — Лучший актёр второго плана, Лучший оригинальный сценарий[10]
  - «Отверженные» (2012) — Лучшая актриса второго плана, Лучший актёрский состав[12]
  - «Маленькая мисс Счастье» (2006) — Лучший оригинальный сценарий, Лучший актёрский состав[16]
  - «Властелин колец: Возвращение короля» (2003) — Лучший фильм, Лучший режиссёр[13]
  - «Трудности перевода» (2003) — Лучший актёр, Лучший оригинальный сценарий[13]
  - «Минари» (2020) — Лучшая актриса второго плана, Лучшая молодёжная роль[17]
  - «Мюнхен» (2005) — Лучший фильм, Лучший режиссёр[15]
  - «Сокровище» (2009) — Лучшая актриса второго плана, Лучший прорыв[10]
  - «Выживший» (2015) — Лучший актёр, Лучшая операторская работа[18][19]
  - «Проклятый путь» (2002) — Лучший фильм, Лучший режиссёр[20]

### Актёры и актрисы, отмеченные наибольшим количеством наград
- 3 награды
  - Джордж Клуни — Лучший актёр: «Майкл Клейтон» (2007), «Мне бы в небо» (2009) и «Потомки» (2011)
  - Фрэнсис Макдорманд — Лучшая актриса: «Три билборда на границе Эббинга, Миссури» (2018), «Земля кочевников» (2021) и Лучший актёрский состав: «Три билборда на границе Эббинга, Миссури» (2018)
- 2 награды
  - Эми Адамс — Лучшая актриса второго плана: «Июньский жук» (2005) и Лучший актёрский состав: «Сомнение» (2008)
  - Хавьер Бардем — Лучший актёр второго плана и Лучший актёрский состав: «Старикам тут не место» (2007)
  - Джейми Фокс — Лучший актёр: «Рэй» (2004) и Лучший актёр второго плана: «Соучастник» (2004)
  - Энн Хэтэуэй — Лучшая актриса второго плана и Лучший актёрский состав: «Отверженные» (2012)
  - Терренс Ховард — Лучший прорыв актёрского состава: «Суета и движение» (2005) и Лучший актёрский состав: «Столкновение» (2005)
  - Дженнифер Хадсон — Лучший прорыв года и Лучшая актриса второго плана: «Девушки мечты» (2006)
  - Кэри Маллиган — Лучшая актриса: «Воспитание чувств» (2009) и Лучший актёрский состав: «Гордость и предубеждение» (2005)
  - Джейсон Райтман — Лучший адаптированный сценарий: «Здесь курят» (2006) и «Мне бы в небо» (2009)
  - Аарон Соркин — Лучший адаптированный сценарий: «Война Чарли Уилсона» (2007) и «Социальная сеть» (2010)
  - Мерил Стрип — Лучшая актриса и Лучший актёрский состав: «Сомнение» (2008)